# El tranvía al Puerto
El tranvía al Puerto (spanisch für ‚Straßenbahn zum Hafen‘) war eine Straßenbahn, die zwischen 1890 und 1937 in Las Palmas de Gran Canaria verkehrte. Sie war gleichzeitig das erste Schienenverkehrsmittel der Kanarischen Inseln.

## Geschichte
Am 1. Oktober 1890 wurde die meterspurige Dampfstraßenbahn auf der rund sechs Kilometer langen Strecke Calle Carnicerias (heute: Calle de Mendizábal) – Triana – León y Castillo – Puerto (‚Hafen‘) in Betrieb genommen. Eine Verlängerung der Strecke bis La Luz wurde drei Jahre später genehmigt. 
Als Triebfahrzeuge dienten anfangs zwei Dampflokomotiven der bayerischen Lokomotivfabrik Krauss & Comp. Später kam noch eine dritte Maschine von Krauss hinzu sowie eine weitere Dampflok des englischen Herstellers Falcon. Im Jahr 1910 wurden die dampfbetriebenen Fahrzeuge gegen Elektrolokomotiven ausgetauscht.
1937 wurde die Straßenbahn eingestellt und durch öffentliche Stadtbusse (Guaguas Municipales) ersetzt. 
In der Fußgängerzone der Calle Mayor de Triana sind auf einer Länge von fünf Metern noch Reste der Gleise erhalten.